# MCA (Automarke)
MCA war eine britische Automarke.

## Markengeschichte
Der Italiener Aurelio Bezzi gründete 1983 das Unternehmen Bezzi Cars bzw. M.C.A. in Bognor Regis in der Grafschaft West Sussex. Er begann mit der Produktion von Automobilen und Kits. Der Markenname lautete MCA. Minari Engineering aus Ranton in Staffordshire von 1988 bis 1990, Dash Sportscars aus Eardisley in Hereford von 1990 bis 1994 und IPS Developments aus Hadleigh in Suffolk von 1994 bis 1996 setzten die Produktion fort. Insgesamt entstanden wahrscheinlich 26 Fahrzeuge.

## Fahrzeuge
Das einzige Modell war der 600 Sports, auch Sports Coupé genannt. Die Basis bildete ein Leiterrahmen-Fahrgestell von Jago Automotive. Darauf wurde eine Coupé-Karosserie aus glasfaserverstärktem Kunststoff montiert. Ein Zweizylindermotor vom Fiat 126 im Heck mit 594 cm³ Hubraum trieb das Fahrzeug an. Dash Sportscars entwickelte auf dieser Basis auch ein Cabriolet.